# Dactyloceras widenmanni
Dactyloceras widenmanni är en fjärilsart som beskrevs av Karsch 1895. Dactyloceras widenmanni ingår i släktet Dactyloceras och familjen Brahmaeidae. Inga underarter finns listade i Catalogue of Life.